# Eisenbahnunfall von South Croydon
Der Eisenbahnunfall von South Croydon war ein Auffahrunfall zweier Vorortzüge am 24. Oktober 1947 bei Nebel in dem südlichen Londoner Stadtteil Croydon, verursacht durch den vorschriftswidrigen Eingriff eines Stellwerkmitarbeiters in die Zugsicherung. 32 Menschen starben.

## Ausgangslage
Der Unfall ereignete sich auf der hier viergleisigen Bahnstrecke Brighton Main Line der Southern Railway. Diese Zufahrtsstrecke zum Bahnhof London Bridge weist eine sehr hohe Zugfrequenz auf. Sie war mit dem Sicherungssystem von Sykes, „Lock and Block“, ausgerüstet. Dieses stammte aus dem letzten Viertel des 19. Jahrhunderts. Es stellte die Sicherheit dadurch her, dass – elektro-mechanisch gesichert – immer nur zwei benachbarte Stellwerke gemeinsam den zwischen ihnen liegenden Streckenabschnitt für einen Zug freigeben konnten. Ein passierender Zug stellte das Signal durch eine mechanische Vorrichtung in die Grundposition „Halt“ zurück. Dadurch, dass die Anlagen inzwischen ca. 50 Jahre alt waren und durch den Zweiten Weltkrieg nicht hatten modernisiert werden können, kam es immer wieder zu Störungen. In diesem Fall bestand die Möglichkeit, das Sicherungssystem zu überbrücken, was durch den Einsatz eines speziellen Schlüssels geschah. Der Stellwerksmitarbeiter im letzten Bahnhof vor dem Unfallort, Purley Oaks, hatte nur wenige Wochen Erfahrung mit der Arbeit auf einem Stellwerk und wurde hier aber trotz der hohen Zugfrequenz eingesetzt. Wegen der zahlreichen Zugbewegungen auf der viergleisigen Strecke musste er im Schnitt vier Bedienungshandlungen pro Minute ausführen.
Der Zug 7:33 Uhr ab Haywards Heath nach London Bridge bestand aus einer Garnitur von drei Elektrotriebwagen aus je drei Wagen. Diese boten insgesamt etwa 750 Sitzplätze. Im morgendlichen Berufsverkehr hatte der Zug aber etwa 1000 Reisende an Bord. Hinter diesem fuhr im Blockabstand ein weiterer Zug, ab 8:04 von Tattenham Corner. Dieser Zug bestand aus 4 Elektrotriebwagen zu je zwei Fahrzeugen mit 536 Sitzplätzen, war aber auch mit etwa 800 Reisenden besetzt. Die Züge stammten aus dem Jahr 1932 und hatten hölzerne Aufbauten.
An diesem Morgen herrschte dichter Nebel, der die Sicht auf etwa 20–150 Meter reduzierte.

## Unfallhergang
Der erste Zug wurde in Purley Oaks vor dem Ausfahrsignal aufgehalten, da ihn der folgende Bahnhof South Croydon wegen einfahrender Züge aus Nebenlinien noch nicht annehmen konnte. Der Mitarbeiter des Stellwerks von Purley Oaks vergaß ihn in der Hektik völlig. Sehen konnte er ihn wegen des Nebels nicht. So wartete der Zug knapp sechs oder sieben Minuten vor dem geschlossenen Signal. Auch als dem Stellwerk der zweite Zug aus Tattenham Corner angeboten wurde, dachte der Mitarbeiter des Stellwerks nicht mehr an den wartenden Zug. Er wollte vielmehr dem zweiten Zug Einfahrt in den Bahnhof gewähren: Das Einfahrsignal ließ sich aber nicht ziehen, denn der erste Zug stand ja noch im Bahnhof. Der Mitarbeiter des Stellwerks glaubte an eine Störung der Zugsicherungsanlage, griff zum Schlüssel, entsperrte das Einfahrsignal manuell und zog es auf „Fahrt frei“. Auch das Ausfahrsignal stellte er für den zweiten Zug auf „Fahrt frei“. Das bezog der Triebfahrzeugführer des ersten Zugs selbstverständlich auf sich. Er fuhr los und blockierte so das nun hinter ihm liegende Ausfahrsignal des Bahnhofs Purley Oaks.
Der Mitarbeiter des Stellwerks wollte die zügige Weiterfahrt des zweiten Zugs sicherstellen, stellte aber fest, dass das Ausfahrtsignal inzwischen wieder „Halt“ zeigte. Und es ließ sich nicht erneut auf „Fahrt frei“ stellen, denn der erste Zug befand sich ja in dem Streckenabschnitt, den dieses Signal sicherte. Der Mitarbeiter des Stellwerks fühlte sich so in seiner Annahme bestätigt, dass eine Störung der Zugsicherungsanlage vorliege, überbrückte auch diese vermeintliche Störung mit dem Schlüssel und stellte das Signal erneut auf „Fahrt frei“. So fuhr der zweite Zug ungehindert durch den Bahnhof Purley Oaks hindurch und in den folgenden Streckenabschnitt mit etwa 70 km/h hinein.
Dem ersten Zug wurde durch das Vorsignal zum Einfahrsignal des Bahnhofs South Croydon „Halt erwarten“ angezeigt. Der Triebfahrzeugführer bremste. Als er das Hauptsignal erkannte, zeigte es „Fahrt frei“. Er begann wieder zu beschleunigen, hatte aber höchstens eine Geschwindigkeit von 25 km/h erreicht, als um 8:37 Uhr der folgende Zug von hinten auf ihn prallte. Ob dessen Triebfahrzeugführer noch bremsen konnte, war anschließend nicht mehr festzustellen. Das Fahrzeug wurde derart stark beschädigt, dass entsprechende Feststellungen nicht mehr möglich waren. Das führende Fahrzeug des hinteren Zuges schob sich unter das letzte des vorderen. Dadurch wurden die Aufbauten des auffahrenden Fahrzeuges abrasiert. Der letzte Wagen des vorderen Zuges stürzte um und blockierte so auch das Gleis der Gegenrichtung. Auch das Ende des davor laufenden Fahrzeugs wurde zerstört. In den beiden hauptsächlich betroffenen Wagen am Ende des vorderen und der Spitze des folgenden Zuges hielten sich ca. 200 Menschen auf.

## Folgen
32 Menschen starben vor allem in diesen beiden Wagen, auch der Triebfahrzeugführer des auffahrenden Zuges. 40 Menschen wurden darüber hinaus schwer, 141 leicht verletzt. Die übrigen Fahrzeuge der beiden Züge wurden nur leicht beschädigt. Dies war der schwerste Unfall, der sich je bei der Southern Railway ereignete.
Der erste Rettungswagen traf bereits drei Minuten nach der Kollision an der Unfallstelle ein.

## Unfall von 1854
Bereits am 21. August 1854 ereignete sich im Bahnhof von Croydon ein Eisenbahnunfall. Auf der Strecke wurde damals im Zeitabstand gefahren. Das bedeutete, dass nach Abfahrt eines Zuges aus einem Bahnhof auf die freie Strecke diesem erst nach einer festgelegten Zeit der nächste folgen durfte. Blieb ein Zug liegen, so musste dem folgenden Zug jemand entgegen geschickt werden, um ihm zu signalisieren, dass die Strecke noch besetzt war.  An diesem Tag war ein Ausflugszug aus Dover mit Ausflüglern, die den Crystal Palace in London besuchen wollten, zum Bahnhof Crystal Palace unterwegs. Der Zug war so überbesetzt, dass er im Bahnhof Ashton geteilt werden musste. Nach Durchfahrt des ersten Zugteils im Bahnhof Croyden fuhr eine Dampflokomotive auf das Durchfahrtgleis, da sich dort ein Wasserkran befand, um Wasser zu fassen, ohne diese Zugbewegung auf dem Durchfahrgleis nach hinten abzusichern. Da die Stelle sehr unübersichtlich war, fuhr der folgende, zweite Teil des Ausflugszuges in die Wasser fassende Lokomotive. Die Lokomotive des Ausflugszugs und der ihr folgende Gepäckwagen entgleisten und wurden aus der Kurve getragen. Die nachfolgenden Wagen schoben sich ineinander. Drei Menschen starben, 11 weitere wurden darüber hinaus – zum Teil schwer – verletzt.